# Strada nazionale 14 (Argentina)
La strada nazionale 14 José Gervasio Artigas (Ruta Nacional 14 José Gervasio Artigas in spagnolo) è una strada statale argentina che origina presso la località entrerriana di Ceibas, presso l'intersezione con la strada nazionale 12, e termina il suo percorso presso la cittadina di Bernardo de Irigoyen, presso la frontiera con il Brasile.
Principale di arteria comunicazione stradale con il Brasile e l'Uruguay, il suo percorso si sviluppa parallelamente al corso del fiume Uruguay. Il tratto compreso tra Ceibas e Paso de los Libres è suddiviso in due carreggiate.